# Hoja de arce

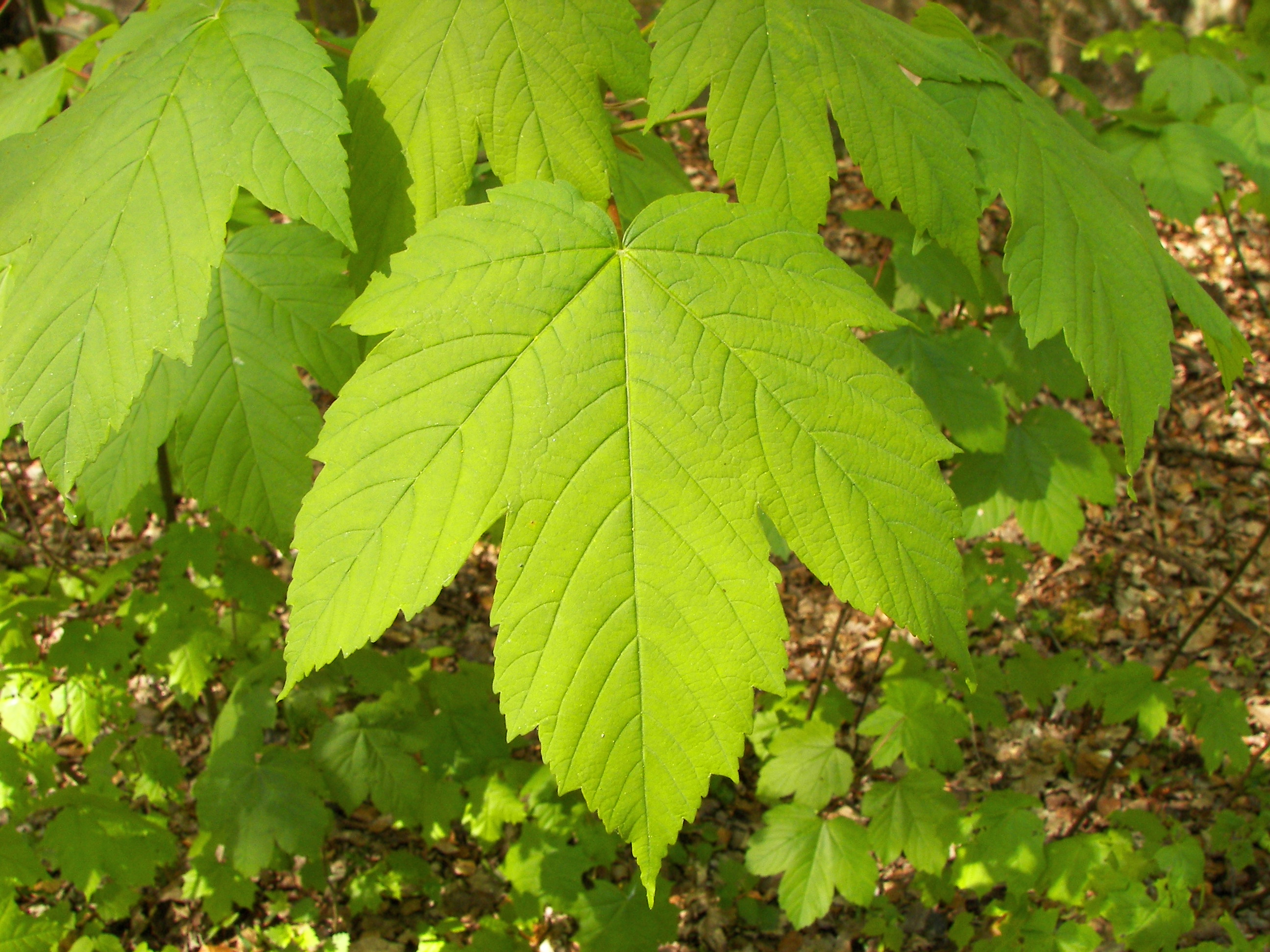
Hojas de arce sicomoro (Acer pseudoplatanus)

La hoja de arce es la hoja característica del arce. Es el símbolo nacional más reconocido de Canadá.

## Historia de uso en Canadá
A principios del siglo XVIII, la hoja de arce había sido adoptada como emblema por los franco-canadienses a lo largo del río San Lorenzo. Su popularidad entre los franco-canadienses continuó y se reforzó cuando, en la reunión inaugural de la Société Saint-Jean-Baptiste en 1834, la hoja de arce fue uno de los numerosos emblemas propuestos para representar a la sociedad. Hablando a su favor, Jacques Viger, alcalde de Montreal, describió al arce como "el rey de nuestro bosque; ... el símbolo del pueblo canadiense".

La bandera personal del rey canadiense, que muestra una ramita de tres hojas de arce como parte del diseño

La bandera de Canadá, con una estilizada hoja de arce en el centro

La hoja de arce se convirtió lentamente en un símbolo nacional. En 1868, se incluyó en los escudos de las provincias de Ontario y Quebec, y se agregó al escudo de armas canadiense en 1921. Históricamente, la hoja de arce dorada había representado a Ontario, mientras que la hoja de arce verde había representado a Quebec. Desde 1876 hasta 1901, la hoja apareció en todas las monedas canadienses y permaneció en la moneda de un centavo después de 1901. Durante la Primera Guerra Mundial, las insignias de la Fuerza Expedicionaria Canadiense a menudo se basaban en un diseño de hoja de arce. El uso de la hoja de arce como símbolo de regimiento se remonta al siglo XIX, y los soldados canadienses de la Segunda Guerra de los Bóeres se distinguían por una hoja de arce en sus cascos para el sol. En 1957, el color de la hoja de arce en el escudo canadiense se cambió de verde a rojo (algunas hojas de arce son comúnmente rojas incluso en primavera cuando brotan y no se ha asignado ningún color estacional heráldicamente).
La hoja de arce finalmente se convirtió en el símbolo nacional con la introducción de la actual bandera canadiense en 1965, que utiliza una hoja de arce de once puntas muy estilizada, que no se refiere a ninguna especie específica de arce. Los usos oficiales anteriores de un diseño de hoja de arce solían utilizar más de 30 puntas y un tallo corto. La elegida es una hoja de arce genérica que representa las diez especies de arce nativas de Canadá. Al menos una de estas especies crece de forma nativa en cada provincia. La hoja de arce se utiliza actualmente en la bandera canadiense, logotipos de varias empresas canadienses (incluidas las filiales canadienses de empresas extranjeras y pequeñas empresas con operaciones únicamente locales) y los logotipos de los equipos deportivos canadienses. Los ejemplos incluyen Air Canada, los equipos de hockey sobre hielo Toronto Maple Leafs y Winnipeg Jets y el club de fútbol Toronto FC. El Gobierno Federal también lo utiliza como personificación e identificador en sus sitios web, como parte de la marca denominativa del gobierno.
Desde 1979, la Royal Canadian Mint ha producido monedas de oro, plata, platino y paladio, que se conocen oficialmente como Maple Leafs, ya que las hojas de arce geométricas están estampadas en ellas. La autopista Trans Canada Highway utiliza una hoja de arce verde.

## Otros usos

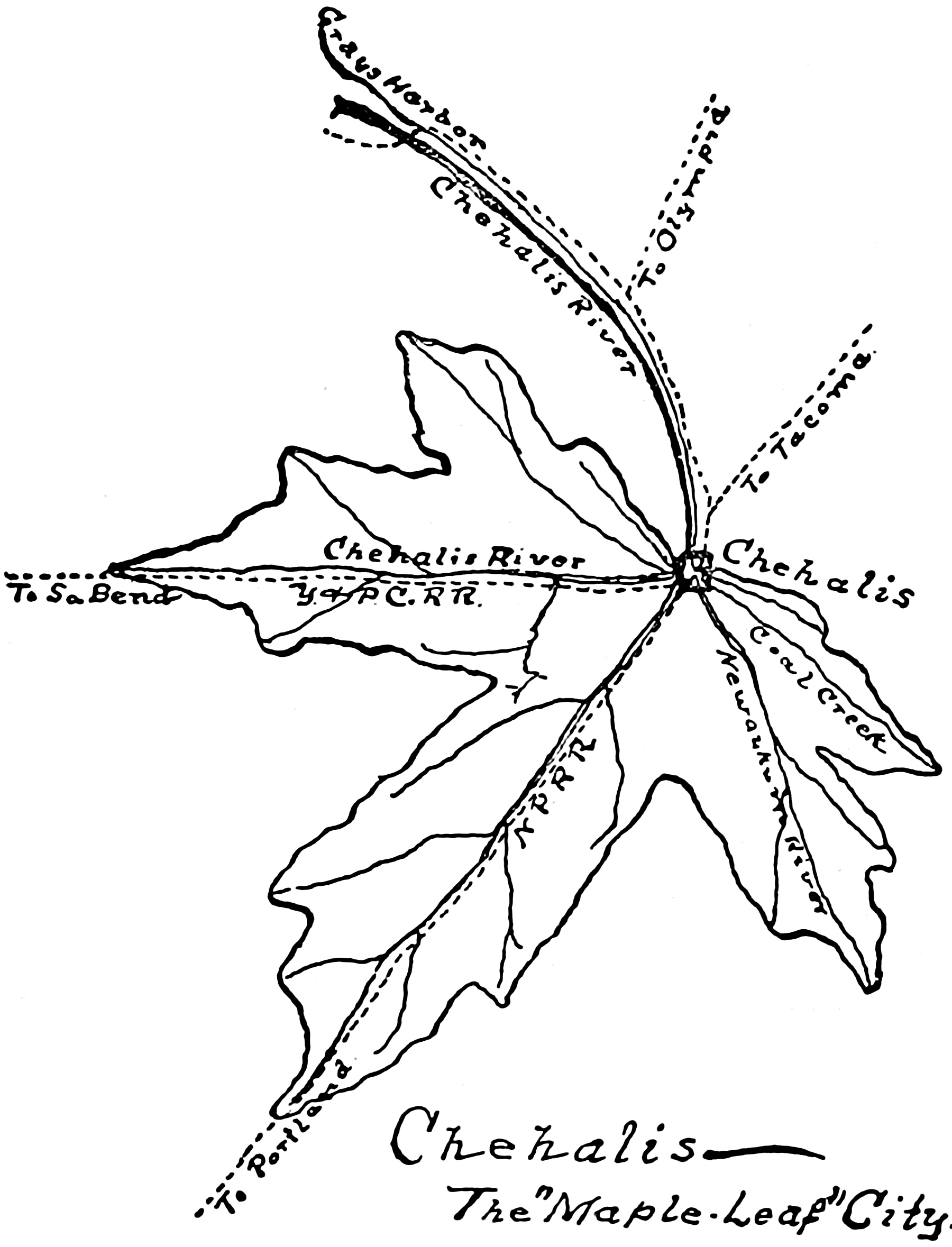
Un mapa que muestra el río Chehalis, los afluentes y los ferrocarriles del área con la forma de una hoja de arce

La ciudad italiana de Campobasso era conocida como "Ciudad Canadá" o en menor medida "Ciudad Hoja de Arce", ya que durante la Segunda Guerra Mundial, las tropas canadienses invadieron la ciudad y la liberaron de los alemanes. Además, la ciudad tiene una gran variedad de arces que se pueden encontrar incluso en las calles.
La ciudad estadounidense de Carthage, Misuri, recibe el sobrenombre de "la ciudad estadounidense de la hoja de arce". Así mismo, la ciudad de Chehalis, Washington era conocida como "La ciudad de la hoja de arce".
Suele considerarse uno de los símbolos destacados del emblema de la provincia paquistaní de Azad Jammu y Cachemira, lo cual no es correcto. El símbolo real es una hoja de chinar, nombre persa/turco/urdu del plátano oriental (Platanus orientalis), un gran árbol caducifolio de hoja ancha. En Estonia y Lituania, los conductores sin experiencia están obligados a llevar visible en el vehículo una señal con una hoja de arce verde, que cumple una función similar a la de la placa P en otros países.
La hoja de arce también apareció en el escudo de armas de Sammatti, Finlandia.